# Horribilis
« Incisions (film) » redirige ici. Pour les coupures faites par un chirurgien, voir Incisions.
Pour plus de détails, voir Fiche technique et Distribution.
Horribilis ou Incisions au Québec (Slither) est un film d'horreur canado-américain écrit et réalisé par James Gunn et sorti en 2006. Il s'agit du premier film du réalisateur.
L'homme d'affaires Grant Grant est l'un des citoyens les plus fortunés de la paisible bourgade de Wheelsy en Caroline du Sud. Il est marié à Starla. Leur luxueux train de vie et son opulente résidence ne suffisent cependant plus à compenser l'indifférence croissante de sa jeune et belle épouse, Starla, qu'il aime d'un amour sans retour. Hormis cela, tout va bien pour lui. Mais, au cours d'une promenade nocturne dans les bois avec une dénommée Brenda, Grant découvre un cratère d'où est sortie une masse gélatineuse. Un puissant tentacule en jaillit. Il enserre Grant avant de lui inoculer un germe mortel. De retour chez lui, Grant va rapidement développer des symptômes et va commencer à se métamorphoser.

## Synopsis
Un parasite extraterrestre malveillant et sensible atterrit à l'intérieur d'une météorite dans la forêt de la ville de Wheesly, en Caroline du Sud, où il infecte le riche résident Grant Grant, s'emparant de son corps et absorbant son esprit. Avec l'extraterrestre contrôlant son corps, Grant commence à se transformer en une monstruosité grotesque et tentaculaire. Il rend visite et infecte également sa consolatrice d'un soir, Brenda, afin qu'elle serve d'éleveuse à ses larves extraterrestres. Sa femme, Starla, se méfie des changements de son apparence et de son comportement, ce qui conduit Grant à l'attaquer. Lorsque la police arrive pour sauver Starla, Grant s'enfuit.
Au cours de leur recherche de Grant, un groupe, dirigé par le chef de la police, Bill Pardy, découvre Brenda, dont le corps est devenu inhumainement gonflé par les larves imprégnées en elle. Celles-ci, ressemblant à des limaces, déchirent son corps, et infestent tout le monde en ville, à l'exception de Starla, de Bill, du Maire Jack MacReady et de l'adolescente Kylie Strutemyer. Les personnes infectées par les larves font partie d'un esprit de ruche contrôlé par Grant, qui a l'intention de consommer toutes les formes de vie jusqu'à ce que seule sa conscience reste. Cependant, Grant conserve également son amour pour sa femme et cherche à être réuni avec elle. Les survivants en déduisent que tuer Grant éliminera le reste des extraterrestres avant qu'ils ne soient attaqués par les habitants infectés. Bill et Kylie s'échappent, mais Starla et Jack sont capturés.
Armés d'une grenade pour tuer le monstre, Bill et Kylie se dirigent vers la maison de Grant, où les personnes infectées sont absorbées par Grant de plus en plus changé. Jack et d'autres personnes sont transformés en éleveurs pour produire plus de larves, tandis que Grant garde Starla non infectée dans l'espoir de récupérer son amour. Après avoir assassiné Jack à sa propre demande, Bill essaie d'utiliser la grenade, mais elle tombe dans une piscine lorsque Grant la repousse. Grant assomme Kylie avec un canapé et tente d'infecter Bill avec ses tentacules, mais Bill parvient à attacher l'un des tentacules à un réservoir de propane. Rempli de gaz inflammable, Grant est abattu par Starla et explose, tuant le reste des extraterrestres dans le processus. Avec tous les autres morts à Wheelsy, les trois survivants partent chercher de l'aide.
Dans une scène post-générique, un chat s'approche de la dépouille de Grant et est infecté par le parasite extraterrestre, signifiant que le cycle va se répéter à nouveau.

## Fiche technique
- Titre original : Slither
- Titre français : Horribilis
- Titre québécois : Incisions
- Réalisation et scénario : James Gunn
- Musique : Tyler Bates
- Distribution des rôles : Eyde Belasco
- Direction artistique : Michael Norman Wong
- Création des décors : Andrew Neskoromny
- Décorateur de plateau : Shane Vieau
- Création des costumes : Patricia Louise Hargreaves
- Directeur de la photographie : Gregory Middleton
- Montage : John Axelrad
- Producteurs : Paul Brooks (en) et Eric Newman
- Coproducteur : Jeff Levine
- Producteurs exécutifs : Marc Abraham, Thomas A. Bliss, Scott Niemeyer, Norm Waitt et Shawn Williamson
- Producteur associé : Jonathan Shore
- Sociétés de production : Gold Circle Films, Strike Entertainment, Brightlight Pictures et Slither Productions
- Sociétés de distribution : Universal Pictures, TVA Films et Sony Pictures Home Entertainment
- Budget : 15 millions de dollars
- Pays de production :  Canada,  États-Unis
- Langue originale : anglais
- Format : 1.85:1 - 35 mm Panavision - Couleur – Son SDDS, Dolby Digital et DTS
- Genre : comédie horrifique et science-fiction
- Durée : 95 minutes
- Dates de sortie : 
  - États-Unis : 31 mars 2006
  - Belgique, France : 19 avril 2006
  - Royaume-Uni : 28 avril 2006
- Classifications : 
  - États-Unis : R
  - Canada : 13+ au Québec et 18A à Alberta, en Colombie-Britannique, à Manitoba et en Ontario
  - France : interdit aux moins de 12 ans lors de sa sortie en salles, en vidéo et à la télévision

## Distribution
- Nathan Fillion (VF : Damien Ferrette[1] ; VQ : Louis-Philippe Dandenault[2]) : Bill Pardy
- Elizabeth Banks (VF : Caroline Bourg[1] ; VQ : Aline Pinsonneault[2]) : Starla Grant
- Gregg Henry (VF : Gabriel Le Doze[1] ; VQ : Jacques Lavallée[2]) : Jack MacReady
- Michael Rooker (VF : José Luccioni[1] ; VQ : Bernard Fortin[2]) : Grant Grant
- Tania Saulnier (VF : Karine Foviau ; VQ : Kim Jalabert[2]) : Kylie Strutemyer
- Don Thompson (VQ : Jean-Marie Moncelet[2]) : Wally
- Xantha Radley : la mère tendue
- Brenda James (VF : Virginie Ledieu[3],[1] ; VQ : Julie Burroughs[2]) : Brenda Gutierrez
- Jenna Fischer (VQ : Amélie Bonenfant[2]) : Shelby
- Jennifer Copping (VQ : Pascale Montreuil[2]) : Margaret
- Haig Sutherland (VQ : Nicolas Charbonneaux-Collombet[2]) : Trevor
- Kathryn Kirkpatrick : la femme du karaoké
- Lorena Gale (VF : Maïk Darah[3] ; VQ : Johanne Léveillé[2]) : Janene
- Ben Cotton (VF : Constantin Pappas[3]) : Charlie
- Iris Quinn (VF : Josiane Pinson) : la mère de Kylie

## Production

### Attribution des rôles
Le réalisateur fait un caméo (non crédité), dans le rôle de Hank, le professeur qui a une brève conversation avec Starla au début du film. À noter que dans la version originale, la voix du docteur Karl que l'on entend au téléphone est celle du réalisateur et musicien Rob Zombie et une petite apparition de Lloyd Kaufman, “pape” du cinéma underground et indépendant américain, cofondateur de Troma Entertainment, dans le rôle d'un ivrogne.

### Tournage
Le tournage a débuté le 8 février 2005 et s'est déroulé à Abbotsford, Cloverdale, Langley, Surrey et Vancouver, au Canada.

## Accueil

### Critique
Horribilis a été globalement bien reçu par les critiques dans les pays anglophones : le site Rotten Tomatoes lui attribue un pourcentage de 85 %, basé sur 130 commentaires et une note moyenne de 6.9⁄10, dans la catégorie All Critics et un pourcentage de 76 %, basé sur 29 commentaires et une note moyenne de 6.4⁄10. Le site Metacritic lui attribue une moyenne favorable de 69⁄100, basé sur 27 commentaires.
En France, l'accueil reste assez mitigé, obtenant une note moyenne de 2.9⁄5 sur le site Allociné, basé sur 19 titres de presse.

### Box-office
Bien que réunissant les ingrédients propres à la série B à succès, Horribilis rencontre un cuisant échec commercial avec un démarrage à la huitième place du box-office américain en première semaine, pour finir son exploitation avec 7,8 millions de dollars en quatre semaines aux États-Unis.
Les recettes à l'international (5 millions de dollars à l'étranger excepté États-Unis) ne parviennent pas à compenser les mauvais résultats sur le territoire américain, les résultats mondiaux avoisinant les 12,8 millions de dollars de recettes (total des recettes internationales et américaines).
En France, Horribilis totalise 50 898 entrées.

## Distinctions
- Prix du plus grand nombre de victimes, lors des Fangoria Chainsaw Awards 2006.

## Clins d’œil et références
Parmi les nombreuses références à d'autres films d'horreur :
- La limace entrant dans la bouche de ses victimes rappelle le film Extra Sangsues (1986)
- Dans une scène, il est fait mention des voisins nommés Castevet. C'est également le nom des voisins de Rosemary dans le film Rosemary's Baby (1968).
- Le maire se nomme R. J. MacReady, nom du personnage incarné par Kurt Russell dans le film The Thing (1982) de John Carpenter.
- Le bar Henenlotter's est un hommage au film Frère de sang (Basket Case, 1982) du réalisateur Frank Henenlotter.
- Le nom de l'armurerie locale provient du personnage Max Renn dans Vidéodrome (1983).
- Quant à l'école Earl Bassett, son nom est tiré du personnage interprété par Fred Ward dans le film Tremors (1990). Une autre référence à ce film est faite lorsque Bill et Wally font Pierre-papier-ciseaux pour entrer dans la grange où se trouve Brenda.
- Lorsque les Shérifs s'arment pour essayer de neutraliser Grant, on entend le thème du film Predator (1987).
- On note aussi une similitude avec le film The Blob de 1958, lors de la découverte de l'œuf (arrivé par météorite) qui s'ouvre en dévoilant une entité informe extraterrestre.
- L'aspect des limaces parasites et leur influence sur le comportement de leurs victimes rappellent les « insectes de l'âme » du jeu Ronin Blade (1999).

Le film a également d'autres références, cette-fois littéraires : dans leur lit, on peut voir les deux jumelles Jenna et Emily lire Peur de rien et La Fille qui criait au monstre, deux livres de la série Chair de poule de l'écrivain américain R. L. Stine.